# Corriente de Florida
La corriente de Florida o corriente de la Florida es una corriente oceánica térmica que fluye del Estrecho de Florida, supera el extremo de la península de Florida y recorre la costa suroriental de los Estados Unidos antes de unirse a la corriente del Golfo cerca del cabo Hatteras. Sus aguas contribuyen a la corriente de Bucle y a la corriente de las Antillas. La corriente fue descubierta por el explorador español Juan Ponce de León en 1513.
La corriente de Florida resulta del movimiento de empuje del Atlántico hacia el mar Caribe por la rotación de la Tierra (que ejerce una fuerza más grande en el ecuador). El agua se apila subiendo el nivel y la presión de la columna de agua próxima al continente. Fluye a lo largo de América Central hacia el norte a través del canal de Yucatán hacia el golfo de México. El agua es calentada en el golfo y forzada a salir a través del estrecho de Florida, entre los Cayos de la Florida y Cuba y fluye hacia el norte a lo largo de la costa del este de los Estados Unidos. La corriente de Florida es a menudo denominada de forma imprecisa como corriente del Golfo. De hecho, la corriente de Florida se suma a la corriente del Golfo lejos de la costa oriental de Florida.

## Transporte

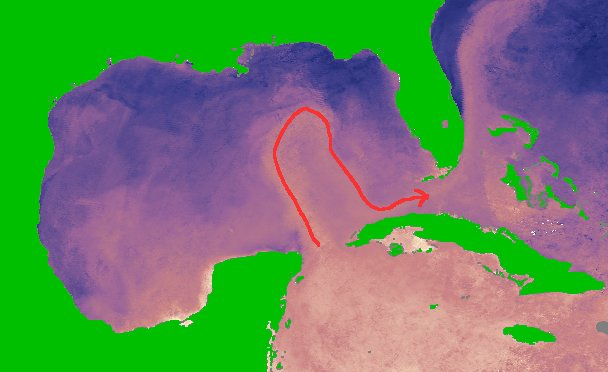
La corriente de Bucle, representada con una flecha, es el origen de la corriente de Florida. El color rojizo indica el recorrido hacia el norte de la cooriente de Florida.

Esta imagen muestra el estrecho de Florida, el área donde la corriente de Bucle fluye hacia el este fuera del golf de México (visible al oeste de Florida) antes de unirse al corriente del Golfo y fluir a lo largo de las costas orientales de los EE. UU. donde a veces se conservan los giros, tal como se ve a la parte derecha de la fotografía.

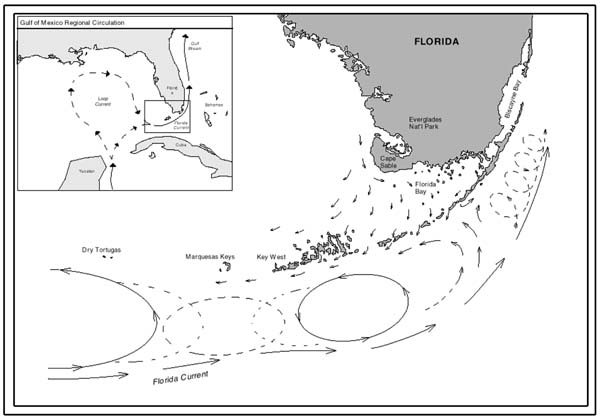
Mapa del inicio de la corriente de Florida

La corriente de Florida tiene un transporte estimado calculado en 30 Sv, variando estacionalmente e interanualmente unos 10 Sv. El volumen de transporte se incrementa mientras fluye más hacia el norte, logrando su transporte máximo de 85 Sv cerca del cabo Hatteras.
El agua logra una velocidad de 1,8 m/s.

### Variación estacional
La corriente de Florida consigue un transporte máximo en julio y un transporte mínimo en octubre, con un mínimo secundario y mínimo que se produce en enero y abril, respectivamente. Las variaciones más cortas del transporte pueden durar entre 2 y 20 días, dependiendo de los patrones actuales del viento, y son más cortos durante los meses de verano.

## Escala espacial
Igual que el transporte, la magnitud espacial de la corriente aumenta a lo largo de su curso. A 27° N, tiene un ancho de 80 km; aumenta gradualmente desde 120 km a 29° N hasta 145 km, en su incorporación al corriente del Golfo a 73° W.